# Cún
Cún es un pueblo ubicado en el distrito de Siklós, en el condado de Baranya, Hungría.

## Superficie
Posee una superficie de 18,43 kilómetros cuadrados.

## Demografía
Hasta 2019 la población era de 210 habitantes, con una densidad de población de 11,39 habitantes por kilómetro cuadrado.